# Wieczór gier
Wieczór gier (ang. Game Night) – amerykański film komediowy z 2018 roku w reżyserii Johna Francisa Daleya i Jonathana Goldsteina, wyprodukowany przez wytwórnię Warner Bros. Pictures. Główne role w filmie zagrali Jason Bateman i Rachel McAdams.
Premiera filmu odbyła się 23 lutego 2018 w Stanach Zjednoczonych. Dwa tygodnie później, 9 marca, obraz trafił do kin na terenie Polski.

## Fabuła
Annie (Rachel McAdams i Max (Jason Bateman) są szczęśliwym małżeństwem. Oboje mają wspólną pasję – uwielbiają gry towarzyskie i poświęcają im jeden wieczór w tygodniu. Spotykają się z dwiema innymi parami, aby rywalizować o zwycięstwo. Jeden z uczestników zabawy, odnoszący sukcesy w każdej dziedzinie brat Maksa, Brooks (Kyle Chandler), proponuje, by tym razem rozwiązali sprawę fikcyjnego morderstwa z podstawionymi przestępcami i agentami. Gdy Brooks zostaje porwany, wszyscy myślą, że to tylko element zabawy. Okazuje się, że to wcale nie gra, a Max niewiele wie o swoim bracie.

## Obsada
- Jason Bateman jako Max
- Rachel McAdams jako Annie
- Kyle Chandler jako Brooks
- Billy Magnussen jako Ryan
- Sharon Horgan jako Sarah
- Lamorne Morris jako Kevin
- Kylie Bunbury jako Michelle
- Jesse Plemons jako Gary Kingsbury
- Danny Huston jako Donald Anderton
- Chelsea Peretti jako Glenda
- Michael Cyril Creighton jako Bill

## Odbiór

### Box office
Z dniem 25 lutego 2018 roku film Wieczór gier zarobił 16,6 milionów dolarów w Stanach Zjednoczonych i Kanadzie oraz 5,2 miliona dolarów w pozostałych państwach; łącznie 21,8 milionów dolarów w stosunku do budżetu produkcyjnego 37 milionów dolarów.

### Krytyka w mediach
Film Wieczór gier spotkał się z pozytywną reakcją krytyków. W serwisie Rotten Tomatoes 82% ze stu sześćdziesięciu dziewięciu recenzji filmu jest pozytywne (średnia ocen wyniosła 6,7 na 10). Na portalu Metacritic średnia ocen z 39 recenzji wyniosła 66 punktów na 100.